# Tourism Concern

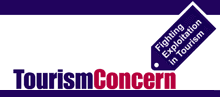
Tourism Concern Logo

Tourism Concern ist eine britische international operierende Nichtregierungsorganisation (NGO) mit Sitz in London, die sich für einen verantwortungsvollen Tourismus einsetzt. Sie wurde 1989 gegründet.
Die Arbeit von Tourism Concern konzentriert sich auf die Kooperation mit regionalen und lokalen Gemeinschaften in Touristenzielen, um soziale und ökologische Probleme zu reduzieren, die mit Tourismus in Zusammenhang stehen. Ein wichtiger Punkt diesbezüglich ist auch die kritische Auseinandersetzung mit der Globalisierung der Tourismuswirtschaft, die bewirkt, dass Konzerne der Ersten Welt über die Köpfe der Einheimischen hinweg Profite einstreichen und so der lokalen Wirtschaft in Entwicklungsländern nur wenig nutzen oder sogar schaden. Die NGO fokussiert hier insbesondere auf den von Großbritannien ausgehenden Tourismus.